# Ацетазоламид
Ацетазоламид (Диакарб) — диуретик (мочегонное средство). Избирательно угнетает фермент карбоангидразу.
В качестве обычного диуретика ацетазоламид используют относительно редко, так как есть более эффективные препараты, но он хорошо подходит при отёках вследствие лёгочно-сердечной недостаточности, когда необходимо снижение повышенного уровня углекислого газа и бикарбонатов в крови (для восстановления нормального уровня pH и чувствительности к «петлевым» диуретикам типа фуросемида).
Ацетазоламид включён в перечень жизненно необходимых и важнейших лекарственных препаратов.

## Фармакологическое действие
Диуретик из группы ингибиторов карбоангидразы. Вызывает диурез путём удаления определённых электролитов, в количественном отношении не нарушающим значительной степени электролитового равновесия в организме. Механизм этого действия заключается в торможении функции фермента карбоангидразы, играющего серьёзную роль в транспорте ионов и сохранения ионного равновесия организма. Ингибирует карбоангидразу в проксимальном извитом канальце нефрона, увеличивает выведение с мочой Na+, K+, гидрокарбоната, не влияет на выведение Cl−, защелачивает мочу. Нарушает кислотно-щелочное равновесие (метаболический ацидоз). Угнетение карбоангидразы реснитчатого тела приводит к уменьшению секреции водянистой влаги и снижению внутриглазного давления. Подавление активности карбоангидразы в головном мозге обусловливает противосудорожную активность препарата. Снижает образование ликвора и внутричерепное давление. Длительность действия — до 12 часов.

## Фармакокинетика
Абсорбция — высокая, Cmax в крови — через 2 ч после приема в дозе 500 мг. Проникает через плацентарный барьер. Связь с белками плазмы — высокая. Выводится почками в неизменённом виде.

## Показания
Отечный синдром (слабой и умеренной выраженности, в сочетании с алкалозом). Черепно-мозговая гипертензия; глаукома (первичная и вторичная, острый приступ), эпилепсия (малые эпилептические припадки у детей, редкие абсансы), горная болезнь, болезнь Меньера, тетания, предменструальный синдром, подагра.

## Противопоказания
Гиперчувствительность, острая почечная недостаточность, печеночная недостаточность, гипокалиемия, ацидоз, гипокортицизм, болезнь Аддисона, уремия, сахарный диабет, беременность (I триместр).

### C осторожностью
Отеки печеночного и почечного генеза.

## Режим дозирования
Внутрь. При отёчном синдроме — 250 мг 1—2 раза в сутки курсами по 5 дней с последующим двухдневным перерывом. При эпилепсии — 250-500 мг/сут в один приём в течение 3 дней, на 4 день перерыв. При приступе глаукомы начальная доза — 250—500 мг; затем каждые 6 ч по 250 мг, через 1—2 сут постепенно снижают кратность назначения сначала до 3, затем до 2 раз в сутки. Детям 4—12 мес — 50 мг/сут в 1—2 приёма; 3—5 лет — 50-125 мг/сут в 1—2 приёма; 4—18 лет — 125-250 мг однократно утром. При хронической глаукоме — по 125—250 мг 1—3 раза через день в течение 5 дней. Для лечения глауком предлагается офтальмологический раствор, содержащий ацетазоламид, солюбилизированный в водной среде в присутствии гидроксипропил-бета-циклодекстрина и водорастворимого стабилизирующего полимера. Для пролонгированного действия используют 0,2—0,3 % раствор гидроксиэтилцеллюлозы и метилцеллюлозы. В качестве дополнительного активного вещества в препарат вводят бета-блокаторы.

## Побочные эффекты
Гипокалиемия, миастения, судороги, гиперемия кожи, парестезии, шум в ушах, снижение аппетита, метаболический ацидоз, кожный зуд. При длительном применении - нефроуролитиаз, гематурия, глюкозурия, гемолитическая анемия, лейкопения, агранулоцитоз, дезориентация, нарушение осязания, сонливость, тошнота, рвота, диарея, аллергические реакции, парестезии.

## Особые указания
В случае назначения на протяжении более 5 дней высок риск развития метаболического ацидоза. При длительном применении следует контролировать водно-электролитный баланс, картину периферической крови, кислотно-основное состояние.

## Взаимодействие
Усиливает проявления остеомаляции, вызванной приемом противоэпилептических лекарственных средств. Другие диуретики и теофиллин усиливают выраженность диуретического действия ацетазоламида, кислотообразующие диуретики ослабляют. ГКС повышают риск развития гипокалиемии. Повышает токсичность салицилатов, препаратов наперстянки, карбамазепина, эфедрина и неполяризующих миорелаксантов.